# Rudolf Roháček
Rudolf Roháček (18. listopadu 1914 Mariánské Hory – 27. dubna 1942 Axbridge) byl český pilot Royal Air Force a oběť druhé světové války.

## Život

### Před druhou světovou válkou
Rudolf Roháček se narodil 18. listopadu 1914 v Mariánských Horách, dnes městské části Ostravy. Vystudoval vyšší průmyslovou školu ve Vítkovicích, kde i odmaturoval. Nastoupil prezenční vojenskou službu, během které absolvoval školu pro důstojníky letectva v záloze. Rozhodl se pokračovat v armádním letectvu a v roce 1935 nastoupil ke studiu na Vojenské akademii v Hranicích. Zdárně jej ukončil v roce 1937. Následně absolvoval pilotní a stíhací výcvik.

### Druhá světová válka
Po německé okupaci opustil Rudolf Roháček v červnu 1939 ilegálně Protektorát Čechy a Morava a přes Polsko odešel do Francie, kde byl v Paříži prezentován 2. října 1939 ve zde vznikající československé zahraniční jednotce. Následně sloužil ve francouzském letectvu, kde prodělával výcvik na tamní leteckou techniku. Po pádu Francie v červnu 1940 se evakuoval do Spojeného království, kde v červenci téhož roku vstoupil do Royal Air Force. Dne 12. července byl na měsíc zařazen do 310. československé stíhací perutě, poté 17. srpna nastoupil k operačnímu výcviku. Po jeho ukončení byl 10. září zařazen do 601. perutě, k 8. říjnu byl přeložen k 238. peruti a 29. dubna 1941 pak k 312. československé stíhací peruti, kde už setrval. Zúčastnil se bitvy o Británii a na své konto si zapsal jeden poškozený nepřátelský stroj. Dne 27. dubna 1942 se stal během návratu z operačního letu obětí havárie svého letounu Supermarine Spitfire MK.Vb AD553 DU-E pravděpodobně zaviněné poruchou jeho kyslíkového přístroje. Zřítil se v prostoru města Axbridge v Somersetu. Pohřben byl 1. května 1942 na hřbitově u kostela St. Hillary v Killay u Swansea.

## Ocenění in memoriam
- Rudolf Roháček byl in memoriam povýšen do hodnosti štábního kapitána a v roce 1991 do hodnosti plukovníka